# ACS Award in Pure Chemistry

L'American Chemical Society Award in Pure Chemistry est une récompense décernée chaque année par l'American Chemical Society (ACS) « afin de reconnaitre et d'encourager des travaux de recherche fondamentale en chimie pure menés sur le continent nord américain par des jeunes hommes et des jeunes femmes (de moins de 35 ans lors de la cérémonie de réception de la récompense qui a lieu lors du congrès de printemps de l'ACS). »
l'obtention de ce prix nécessite "d'avoir accompli des travaux de recherche exceptionnels lors du début de sa carrière. Une attention particulière est portée à l'indépendance et à l'originalité de ceux-ci…"
Cette récompense a été décernée pour la première fois en 1931 à Linus Pauling. Elle est actuellement financée par la Alpha Chi Sigma Fraternity et la Alpha Chi Sigma Educational Foundation.

## Lauréats
- 2022 Gabriela Schlau-Cohen
- 2021 Rebekka Klausen (en)
- 2020 Corinna S. Schindler (en)
- 2019 Danna Freedman (en)
- 2018 Mircea Dincă (en)
- 2017 Neal K. Devaraj
- 2016 Jonathan S. Owen
- 2015 Adam E. Cohen (en)
- 2014 Sara E. Skrabalak (en)
- 2013 Theodor Agapie
- 2012 Oleg V. Ozerov
- 2011 Melanie Sanford (en)
- 2010 Phil S. Baran (en)
- 2009 Garnet K.L. Chan
- 2008 Rustem F. Ismagilov (en)
- 2007 Xiaowei Zhuang
- 2006 David R. Liu (en)
- 2005 Peidong Yang (en)
- 2004 Mei Hong (en)
- 2003 Jillian Buriak (en)
- 2002 Hongjie Dai (en)
- 2001 Carolyn R. Bertozzi
- 2000 Chaitan Khosla (en)
- 1999 Chad Mirkin
- 1998 Christopher C. Cummins (en)
- 1997 Erick M. Carreira (en)
- 1996 Ann McDermott (en)
- 1995 Mohammadreza Ghadiri (en)
- 1994 Gerard Parkin (en)
- 1993 Jeremy M. Berg
- 1992 Charles M. Lieber
- 1991 Nathan Lewis (chimiste) (en)
- 1990 Peter G. Schultz
- 1989 Stuart L. Schreiber
- 1988 Jacqueline Barton
- 1987 George McLendon (en)
- 1986 Peter Guy Wolynes (en)
- 1985 Ben S. Freiser
- 1984 Eric Oldfield
- 1983 Michael J. Berry
- 1982 Stephen Leone
- 1981 Mark S. Wrighton
- 1980 John E. Bercaw (en)
- 1979 Henry F. Schaefer III
- 1978 Jesse L. Beauchamp (en)
- 1977 Barry Trost
- 1976 Karl Freed (en)
- 1975 George M. Whitesides
- 1974 Nicholas Turro (en)
- 1973 John Isaiah Brauman (en)
- 1972 Roy G. Gordon
- 1971 R. Bruce King (en)
- 1970 Harry B. Gray
- 1969 Roald Hoffmann
- 1968 Orville L. Chapman
- 1967 John D. Baldeschwieler (en)
- 1966 Ronald Breslow
- 1965 Dudley R. Herschbach
- 1964 Marshall Fixman (en)
- 1963 Stuart A. Rice
- 1962 Harden M. McConnell (en)
- 1961 Eugene van Tamelen (en)
- 1960 Elias J. Corey
- 1959 Ernest Grunwald (en)
- 1958 Carl Djerassi
- 1957 Gilbert J. Stork
- 1956 Paul M. Doty (en)
- 1955 Paul Delahay
- 1954 John D. Roberts
- 1953 William von Eggers Doering (en)
- 1952 Harrison S. Brown
- 1951 John C. Sheehan (en)
- 1950 Verner Schomaker
- 1949 Richard T. Arnold
- 1948 Saul Winstein
- 1947 Glenn T. Seaborg
- 1946 Charles C. Price (en), III
- 1945 Frederick T. Wall
- 1944 Arthur C. Cope
- 1943 Kenneth Pitzer
- 1942 John Lawrence Oncley (en)
- 1941 Karl August Folkers
- 1940 Lawrence O. Brockway
- 1938 Paul Doughty Bartlett
- 1937 E. Bright Wilson
- 1936 John Kirkwood
- 1935 Raymond Fuoss (en)
- 1934 C. Frederick Koelsch
- 1933 Frank Spedding (en)
- 1932 Oscar K. Rice
- 1931 Linus Pauling